# Personnages de Banshee
 (août 2025).
Motif : Trop peu de source pour encadrer le sujet.
- Archive Wikiwix
- Bing
- Cairn
- DuckDuckGo
- E. Universalis
- Gallica
- Google
- G. Books
- G. News
- G. Scholar
- Persée
- Qwant
- (zh) Baidu
- (ru) Yandex
- (wd) trouver des œuvres sur Wikidata

| 1. | Préciser le motif de la pose du bandeau. | Précisez le motif de la pose du bandeau en utilisant la syntaxe suivante : {{admissibilité à vérifier\|date=août 2025\|motif=remplacez ce texte par le motif}}                              |
| 2. | Informer les utilisateurs concernés.     | Pensez à avertir le créateur de l'article, par exemple, en insérant le code ci-dessous sur sa page de discussion : {{subst:avertissement admissibilité à vérifier\|Personnages de Banshee}} |

Cet article présente les personnages de la série télévisée américaine Banshee.

## Les personnages principaux

### Lucas Hood
- Interprété par : Antony Starr

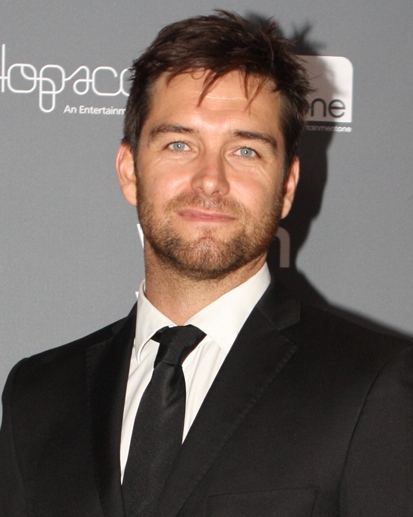
Lucas Hood

Lucas Hood (dont la véritable identité est inconnue) est un ex-prisonnier et voleur professionnel libéré après 15 ans de prison pour vol de diamants. A la recherche de son ancienne complice et amante, Anastasia alias Carrie Hopewell, il usurpe l'identité du nouveau shérif de Banshee, petite ville de Pennsylvanie, dont il assiste au décès avant son arrivée en ville.

### Anastasia / Carrie Hopewell
- Interprétée par : Ivana Miličević

Ancienne complice et amante de Hood, elle a refait sa vie dans la ville de Banshee sous une nouvelle identité. Devenue agent immobilier, elle vit avec son époux Gordon, procureur général, et leurs 2 enfants Deva et Max, qui ignorent tout de son passé. Elle se cache aussi de son père, Igor Rabitov, dangereux mafieux ukrainien. L'arrivée de Hood met en danger l'équilibre de sa nouvelle vie.

### Kai Proctor
- Interprété par : Ulrich Thomsen

Homme d'affaires puissant de Banshee, Proctor est au centre de toutes les activités criminelles de la ville. À l'origine membre de la communauté amish de la ville, ses choix de vie l'ont fait bannir de la communauté et il a abandonné la foi pour le crime.ca sera l’un des antagonistes les plus sous côté.

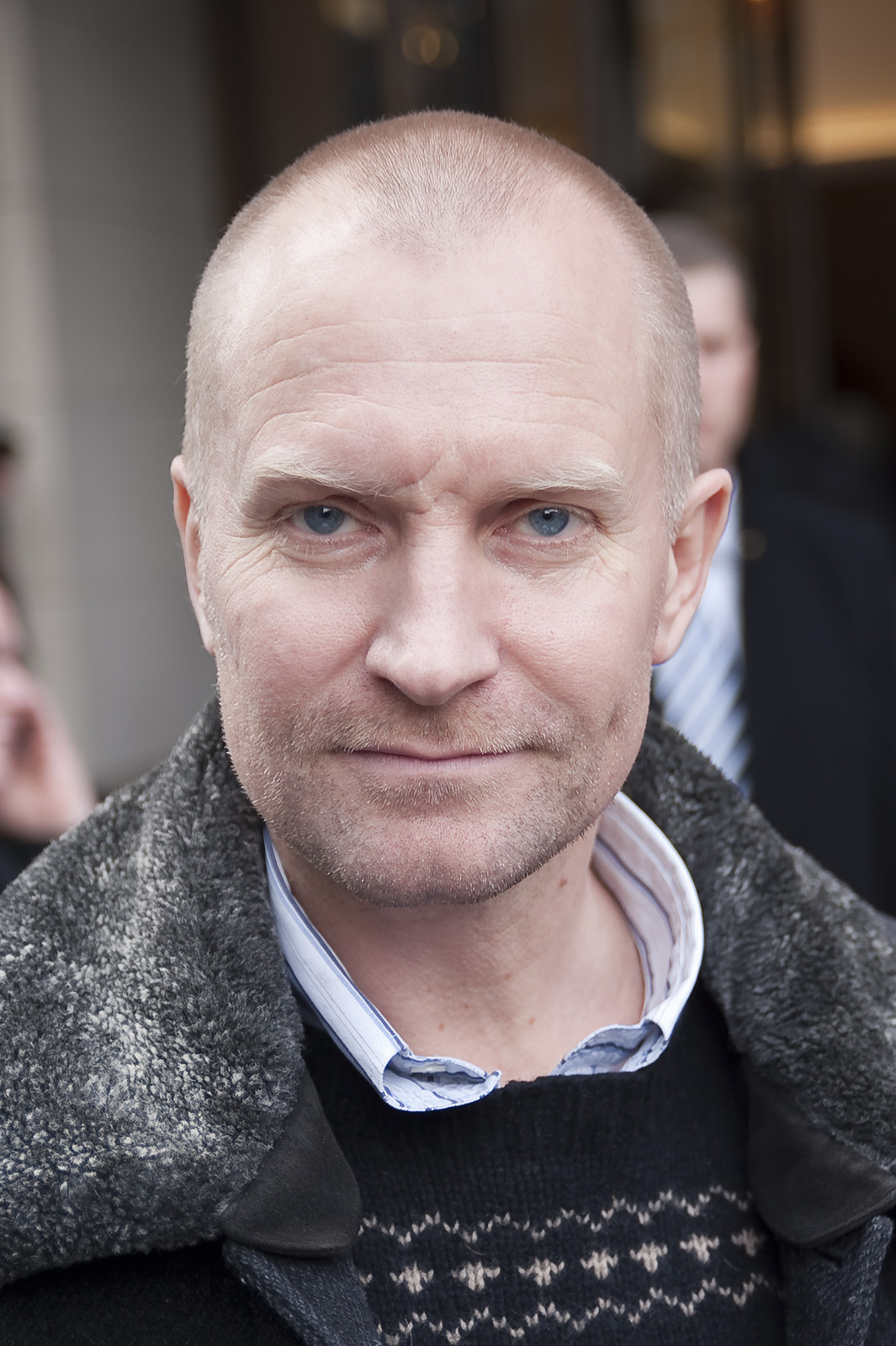
Kai Proctor

### Chayton Littlestone
- Interprété par : Geno Segers

Apparu dans la saison 2. 

Leader du gang des Redbones, de la tribu locale Kinaho.

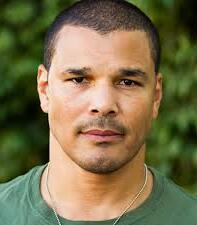
Chayton Littlestone

### Sugar Bates
- Interprété par : Frankie Faison

Boxeur retraité et un ancien détenu, devenu propriétaire de bar, il est la première personne de Banshee à rencontrer Hood. Il lui prête un appui amical et est au courant qu'il est un criminel.

### Job
- Interprété par : Hoon Lee

Pirate informatique très doué, Job est un complice de longue date de Hood. Il se cache aussi de Rabitov et se réfugie à Banshee lorsque son identité est compromise.

### Rebecca Bowman
- Interprétée par : Lili Simmons

Jeune Amish, Rebecca est la fille d'Elijah Bowman et la nièce de Kai Proctor. Menant une vie pieuse le jour, elle passe ses nuits en dehors de la communauté, à faire la fête et multiplier les aventures. Sa famille finit par découvrir sa double vie et la bannit. Son oncle la prend alors sous son aile.

### Gordon Hopewell
- Interprété par : Rus Blackwell

Gordon a rencontré Carrie (Ana) lorsqu'elle était serveuse. Ils se sont mariés, se sont installés à Banshee et ont eu un second enfant, Max. Substitut du procureur incorruptible, il a pour objectif de mettre Kai Proctor derrière les barreaux. L'arrivée du nouveau shérif permettra de dénouer certaines situations, en effet, s'il était établi que Kai est un criminel, il n'y avait jamais aucune preuve concrète.

### Siobhan Kelly
- Interprétée par : Trieste Kelly Dunn

Travaille pour le shérif dont elle devient la petite amie. 

### Alex Longshadow

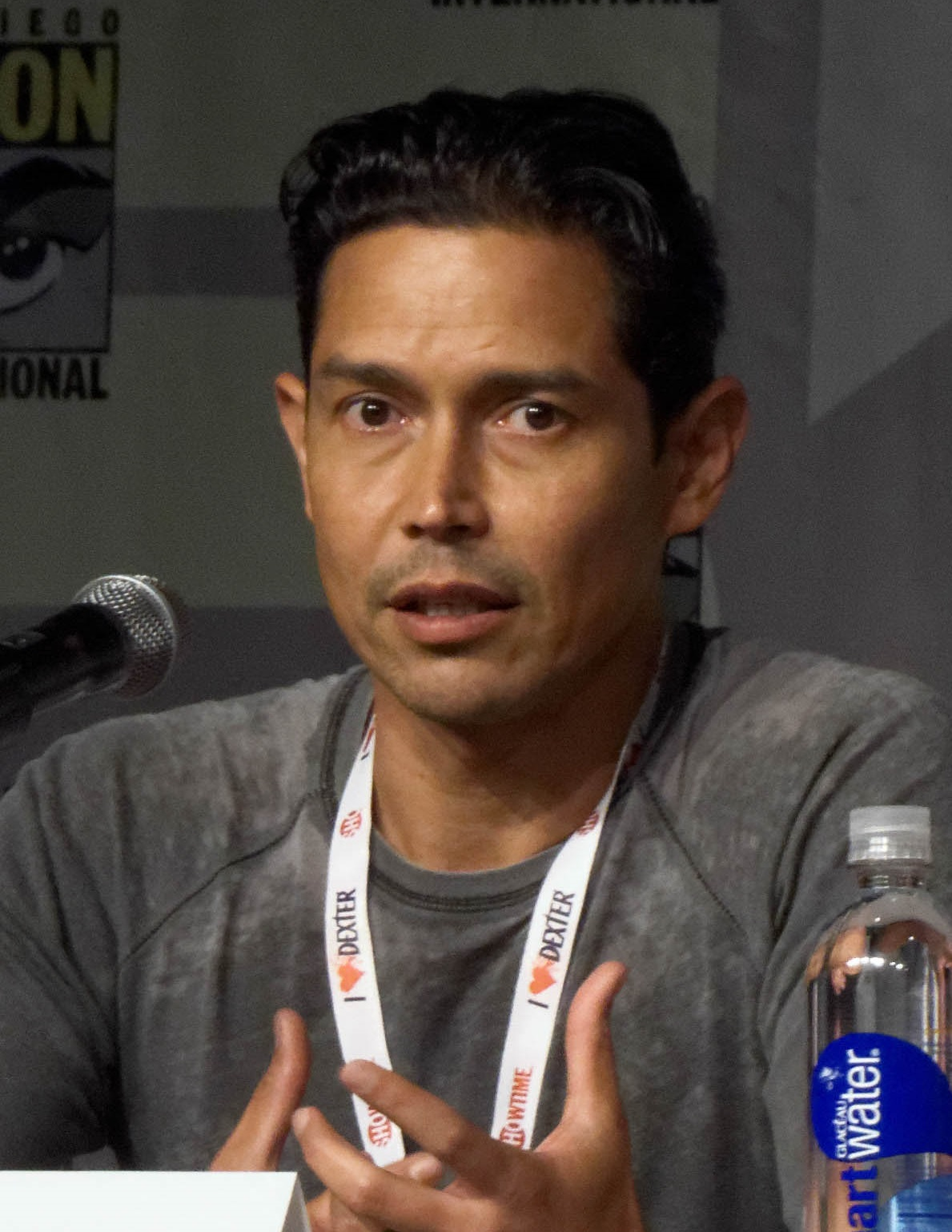
Alex Longshadow

- Interprété par : Anthony Ruivivar

### Nola Longshadow
- Interprétée par : Odette Annable

Nola est la sœur d'Alex. Lorsque celui ci prend le pouvoir, elle decide de rejoindre sa tribu dans le sillage de Chayton. Présentée comme une guerrière aussi froide qu'efficace, elle se rapproche de son frère pour le conseiller sur sa politique, et si possible imposer les idées de Chayton

### Kurt Bunker
- Interprété par : Tom Pelphrey

Kurt apparaît au milieu de la troisième saison. Tatoué de la tête au pieds par des insignes néo nazi, ses idéaux ont récemment changé l'incitant à quitter son gang (dirigé par son frère) et se racheter en combattant le crime au sein de la police. Hood aidé d'un coup du sort va lui donner sa chance.